# Hung Hom

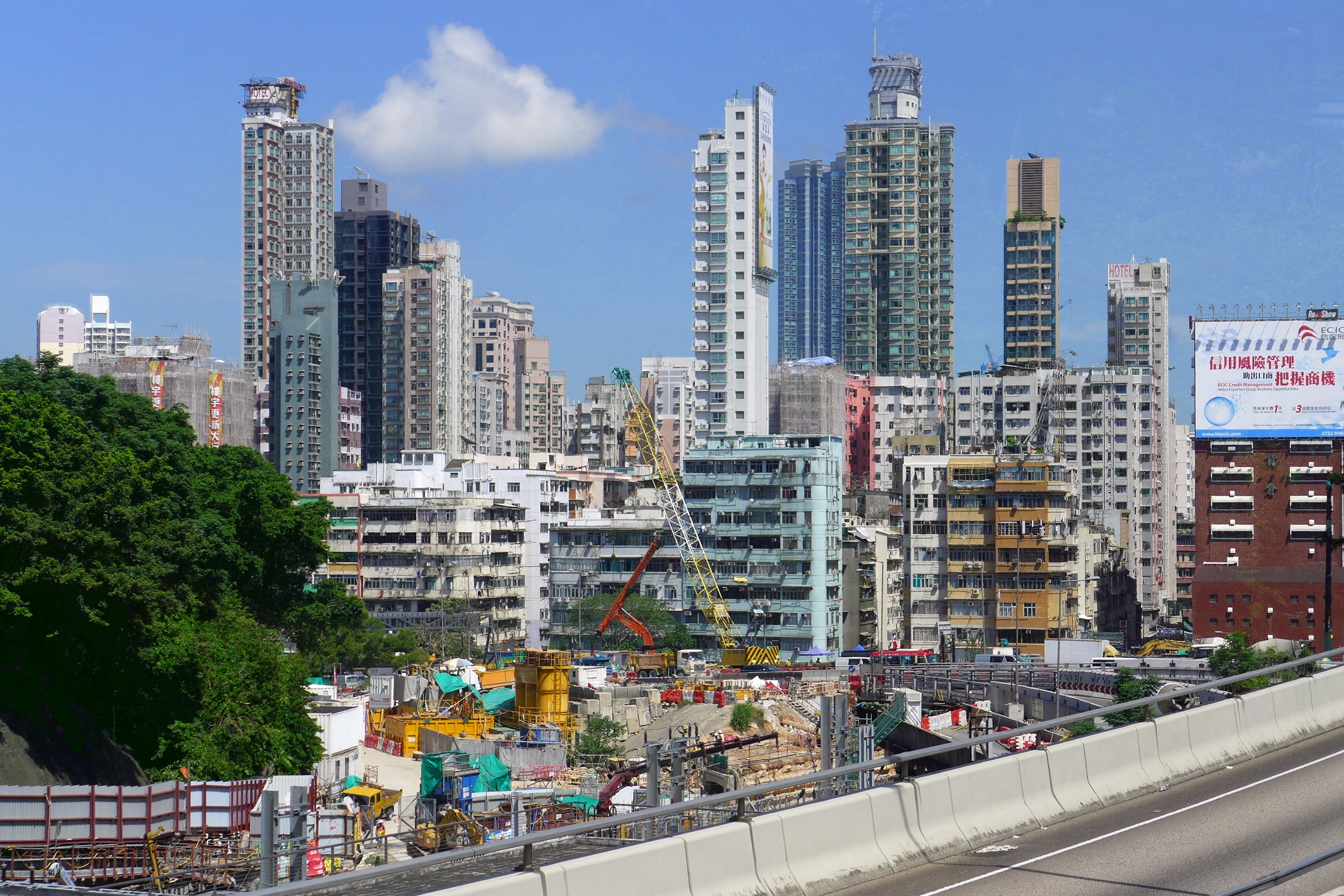
Bebauung in Hung Hom (2015)

Hung Hom (chinesisch 紅磡 / 红磡, Pinyin Hóngkàn, Jyutping Hung4 Ham3 – „Rote Klippe“; historisch auch Hongham) ist ein Stadtteil Hongkongs im Südosten der Halbinsel Kowloon. Er gehört administrativ zum Kowloon City District.

## Geschichte
1860 fielen Teile Kowloons gemäß der Pekinger Konvention an Großbritannien. Im Bereich von Hung Hom siedelten sich in den folgenden Jahren diverse Industrie- und Handelsbetriebe an. 1866, als die „Hung-Hom-Bucht“ (紅磡灣, englisch Hung Hom Bay) noch nicht durch Landgewinnung verschwunden war, wurde hier die Schiffswerft Hong Kong Whampoa Dock Company gegründet. Von 1867 bis 1870 war bereits die Hälfte der Landwirtschaftsflächen der Industrie gewichen. Im Dezember 1884 kam es zu zwei verheerenden Bränden in der Region, die weite Teile der Besiedlung zerstörten. Nach den Feuern wurden erstmals offizielle Straßennamen vergeben und das Land von der Regierung versteigert. 1898 verlagerte die Green Island Cement Company ihre Produktion von Macau nach Hung Hom.

## Sehenswürdigkeiten
Hervorzuheben sind zwei Tempel: Der buddhistische Kwun-Yam-Tempel (觀音廟) wurde 1873 zu Ehren der Bodhisattva-Gottheit Kwun Yam (Guānyīn) gebaut. Die Glocke und einige Tafeln stammen noch aus dieser Zeit, wohingegen der Haupteingang 1889 renoviert wurde.
Ein zweiter Tempel ist dem daoistischen Gottheit Pak Tai – im Hochchinesischen Běidì – gewidmet (北帝古廟) und wurde 1929 gebaut. Er ersetzt einen Vorgängerbau von 1876, der an einer anderen Stelle stand. Beide Gebäude sind als Grade II bzw. Grade III Historic Building vom Hongkonger Denkmalamt geschützt.

## Institutionen
Die Polytechnische Universität Hongkong (PolyU) hat ihren knapp 9,5 Hektar großen Hauptcampus mit mehr als 20 Gebäuden in Hung Hom. Außerdem befindet sich hier das Hong Kong Coliseum, ein multifunktionales Veranstaltungszentrum, wo Konzerte und Sportveranstaltungen (z. B. die Futsal-Weltmeisterschaft 1992 und der Volleyball World Grand Prix 2002) stattfinden. Von 1980 bis 2014 befand sich das internationale Briefzentrum der Hongkonger Post im Westen Hung Homs.

## Verkehr
In Hung Hom liegen die MTR-Stationen Whampoa, Endpunkt der Kwun Tong Line, und Ho Man Tin an derselben Linie.
Knapp nicht mehr im Gebiet von Hung Hom liegt der Bahnhof Hung Hom, der ursprünglich nach der ehemaligen Bucht gleichen Namens benannt ist. Er liegt an den Schnellfahrstrecken Guangzhou–Shenzhen–Hongkong sowie Peking–Hongkong. Er ist außerdem Endstation der beiden MTR-Linien West Rail Line (nach Tuen Mun) und East Rail Line (nach Lok Ma Chau bzw. Lo Wu).
Das Unternehmen New World First Ferry betreibt eine Fährlinie von Hung Hom nach North Point. Die Fahrt dauert etwa acht Minuten und wird tagsüber etwa alle 30 Minuten angeboten. Bis März 2011 bestanden zusätzlich Fährverbindungen von Star Ferry nach Central und Wan Chai.
Die Stadtautobahnen 1 und 5 verlaufen durch das Gebiet in Nord-Süd- und Ost-West-Richtung. Seit 1972 verbindet der Cross-Harbour Tunnel (CHT) unter Victoria Harbour Kowloon mit Hong Kong Island. Die Nordeinfahrt („Nordportal“) liegt in Hung Hom. Daher nennen lokale Bürger der Stadt den CHT-Unterwassertunnel umgangssprachlich gerne auch als „Hunghom-Tunnel“ („紅隧“).